# 쿼크

쿼크(quark)는 경입자와 더불어 물질을 이루는 가장 근본적인 입자다. 경입자가 아닌, 색전하를 띤 기본 페르미 입자이다. 중입자와 중간자를 이룬다. 이론 물리학자 머리 겔만은 자신이 발견한 우주의 기본 미립자를 '쿼크'(quark)로 명명했는데 이것은 제임스 조이스의 소설 《피네간의 경야》 12장 '신부선(新婦船)과 갈매기'에서 갈매기가 외치는 무의미한 조롱의 울음소리에서 따온 것이다. 우연의 일치로, 우주 속의 입자들을 구성하는 쿼크는 세 개씩 같이 다닌다.

## 종류
쿼크는 총 6가지의 종류가 있으며, 다음과 같다.
| 이름        | 영명                  | 기호 | 전하량 | 정지 질량 (MeV/c2) |
| ----------- | --------------------- | ---- | ------ | ------------------ |
| 위 쿼크     | up 업[*]              | u    | +⅔     | 1.5 - 5            |
| 아래 쿼크   | down 다운[*]          | d    | −⅓     | 17 - 25            |
| 맵시 쿼크   | charm 참[*]           | c    | +⅔     | 1100 - 1400        |
| 기묘 쿼크   | strange 스트레인지[*] | s    | −⅓     | 60 - 170           |
| 꼭대기 쿼크 | top 톱[*]             | t    | +⅔     | 165000 - 180000    |
| 바닥 쿼크   | bottom 보텀[*]        | b    | −⅓     | 4100 - 4400        |
각 쿼크에는 이에 대응되는 반입자인 반쿼크(antiquark)가 존재한다. 반쿼크는 대응하는 쿼크와 질량이 같지만 전하와 색전하가 반대다. 각 쿼크는 빨강, 초록, 파랑 세 개의 색깔을 가질 수 있다. 쿼크는 3세대가 있는데 1세대는 위·아래(up·down) 쿼크, 2세대에 맵시·기묘(charm·strange) 쿼크, 3세대에 꼭대기·바닥(top·bottom) 쿼크로 나눈다.

## 성질
쿼크는 기본 전하의 −⅓ 또는 +⅔의 전하를 갖는다. 기본 전하의 정수배가 아닌 전하를 가진 입자는 쿼크가 유일하다. 전하량 외에도 쿼크는 색전하(色電荷, colour charge)란 물리량을 갖는데, 이 양은 '빨강', '초록', 혹은 '파랑'으로 나타낸다. 이 물리량에 대한 보존법칙은 합쳐진 입자는 언제나 '무색'이어야 한다고 말한다. 반쿼크는 '반빨강', '반초록', '반파랑'의 색전하를 갖는다.(색전하는 가시광선의 색과는 아무런 관련이 없고, 단지 양자 색역학의 대칭군인 SU(3)의 3차원 표현의 기저를 나타내는 통상적인 용어일 뿐이다.)
양자 색역학의 색가둠 현상에 의하여, 일상적인 에너지에서 쿼크는 홀로 존재하지 않고 언제나 중간자나 중입자를 이룬다. 중간자는 쿼크와 반쿼크로 이루어진 입자이고, 중입자는 세 개의 쿼크로 이루어진 입자다. 중간자와 중입자를 통틀어 강입자라고 부른다. 이에 따라, 홑 쿼크는 관측할 수 없으며, 관측 가능한 강입자는 항상 기본 전하의 정수배의 전하를 가지고, 항상 무색이다. 쿼크를 따로 관측할 수 없으므로, 위 표의 쿼크 질량은 정확한 값이 아니라 참값이 놓여 있을 것으로 여겨지는 범위다.

## 어원
"쿼크"라는 이름은 제임스 조이스의 소설 《피네간의 경야(Finnegans Wake)》에 나오는 다음 구절에서 인용한 것이다.
| 마크 왕을 위해 세 번 쿼크!             | Three quarks for Muster Mark!                 |
| 물론 그는 변변한 돛단배가 없고         | Sure he has not got much of a bark            |
| 물론 있긴 있는 것도 다 얼토당토않다네. | And sure any he has it's all beside the mark. |
여기서 "쿼크"(quark)는 액체의 단위인 쿼트를 변형한 것으로, 등장 인물인 마크에게 술을 권하는 대목이다.

## 같이 보기
- 고이데 공식
- 앞선입자
- 쿼크별